# کایلی باکس
کایلی باکس (به انگلیسی: Kylie Bax) (زاده ۵ ژانویه ۱۹۷۵) مدل نیوزیلندی است.